# Lamourouxia jaliscana
Lamourouxia jaliscana är en snyltrotsväxtart som beskrevs av W.R. Ernst och Baad. Lamourouxia jaliscana ingår i släktet Lamourouxia och familjen snyltrotsväxter. Inga underarter finns listade i Catalogue of Life.